# Chilaco Pelado
Chilaco Pelado es un caserío peruano ubicado en el distrito de Sullana, perteneciente a la provincia de Sullana del departamento de Piura, al norte del Perú. 

## Ubicación
Chilaco Pelado se ubica al oeste de la provincia de Sullana, en el distrito homónimo, en el departamento de Piura. Se ubica cerca a la presa de Poechos. 

## Demografía
En 2017 Chilaco Pelado tenía una población de 676 habitantes.
| Gráfica de evolución demográfica de Chilaco Pelado entre 1993 y 2017 |
|                                                                      |
| Fuentes: Población 1993 y 2017                                       |